# Кувшин (остров, Мотовский залив)
Кувшин — остров на севере России, Баренцево море, Мотовский залив. Территориально входит в административное ведомство городского округа закрытого города Заозерск, Мурманская область.

## Географическое положение
Остров Кувшин расположен у входа в залив Западная Лица (губа Западная Лица), Мотовского залива, на расстоянии 1,1 км от материка в самой ближайшей точке.

## Описание
Представляет собой остров вытянутой формы, напоминающей кувшин, ориентированный в направлении северо-восток —юго-запад. Делит устье залива Западная Лица на две части: Западную и Восточную. Длина острова составляет около 1,15 км, наибольшая ширина 375 м в центре острова. Имеет крутые берега, максимальная высота острова 53 м находится в северной части острова, здесь расположен маяк. Вершина покрыта зеленой растительностью, за счет этого остров имеет еще одно название — «Зеленый».
Остров упоминается в описании экспедиции Литке Ф. П. От 1823 года.

## Соседние острова
- Вичанские острова, расположены в 4,1 км к юго-западу, состоят из группы островов (основных 2 острова, несколько островков и рифов).(69°28′40″с. ш. 32°39′45″в. д.)
- Остров Блюдце, расположенный в 3,5 км к западу от Кувшина, небольшой остров овальной формы. (69°29′23,8″с. ш. 32°38′01″в. д.)
- Остров Замогильный, расположен в 1,5 км к югу от острова Кувшин, остров неправильной формы, в северной части залива Западная Лица.(69°29′02″с. ш. 32°30′01″в. д.)
- Острова Лопаткина, расположенные в 6,1 км к юго-западу от Кувшина, два острова в центре залива Западная Лица, недалеко от военно-морских баз Малая Лопатка и Большая Лопатка. (69°26′57″с. ш. 32°24′33″в. д.)